# Campeonato Paraguayo de Fútbol 1944
El Campeonato Paraguayo de Fútbol de 1944 fue la trigésimo cuarta edición del principal torneo de fútbol de Paraguay.
El campeón del torneo fue el Club Cerro Porteño quienes obtuvieron su noveno campeonato en la primera categoría.

## Desarrollo
|  | Campeón. |

| Equipo                |
| --------------------- |
| Club Cerro Porteño    |
| Club Libertad         |
| Club Olimpia          |
| Club Sol de América   |
| Club Guaraní          |
| Atlántida Sports Club |
| Club Nacional         |
| Club River Plate      |
| Club Presidente Hayes |
| Sportivo Luqueño      |

| Bandera de Paraguay        |
| Campeón Club Cerro Porteño |
| Noveno título              |